# 羽根田卓也
羽根田卓也（日语：はねだ たくや；1987年7月17日—）是日本男子輕艇激流運動員，從2000年初開始參賽。他在2014年亞洲運動會輕艇激流C1奪得金牌，2016年夏季奧林匹克運動會他在同一個項目奪得銅牌，成為亞洲第一位奪得奧運獎牌的輕艇激流運動員。
羽根田卓也自18歲開始移居斯洛伐克接受訓練。他的教練為前斯洛伐克輕艇運動員Milan Kubáň。